# Saint-Martin-du-Tilleul
Pour les articles homonymes, voir Saint-Martin, Saint-Martin-le-Vieux (homonymie) et Tilleul (homonymie).
Saint-Martin-du-Tilleul est une commune française située dans le département de l'Eure, en région Normandie.

## Géographie

### Localisation
| Bournainville-Faverolles | Malouy                             | Courbépine |
| Saint-Vincent-du-Boulay  | Saint-Martin-du-Tilleul            | Bernay     |
|                          | Plainville, Caorches-Saint-Nicolas |            |

### Hydrographie
La commune est située dans le bassin Seine-Normandie. Elle n'est drainée par aucun cours d'eau,.

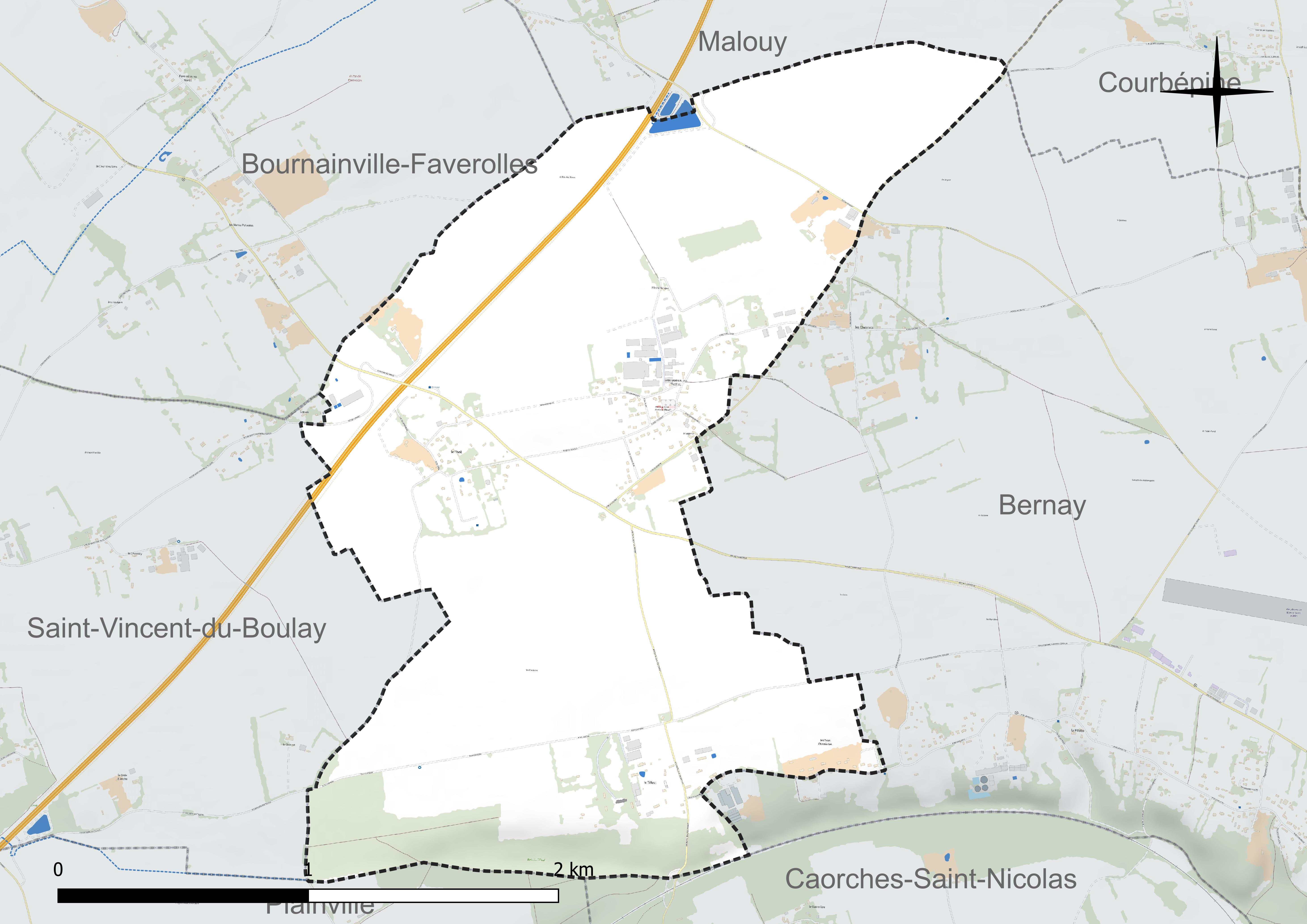
Réseau hydrographique de Saint-Martin-du-Tilleul.

### Climat
Pour des articles plus généraux, voir Climat de la Normandie et Climat de l'Eure.
En 2010, le climat de la commune est de type climat océanique dégradé des plaines du Centre et du Nord, selon une étude du CNRS s'appuyant sur une série de données couvrant la période 1971-2000. En 2020, Météo-France publie une typologie des climats de la France métropolitaine dans laquelle la commune est exposée à un climat océanique et est dans la région climatique  Côtes de la Manche orientale, caractérisée par un faible ensoleillement (1 550 h/an) ; forte humidité de l’air (plus de 20 h/jour avec humidité relative > 80 % en hiver), vents forts fréquents. Parallèlement le GIEC normand, un groupe régional d’experts sur le climat, différencie quant à lui, dans une étude de 2020, trois grands types de climats pour la région Normandie, nuancés à une échelle plus fine par les facteurs géographiques locaux. La commune est, selon ce zonage, exposée à un « climat contrasté des collines », correspondant au Pays d’Auge, Lieuvin et Roumois, moins directement soumis aux flux océaniques et connaissant toutefois des précipitations assez marquées en raison des reliefs collinaires qui favorisent leur formation.
Pour la période 1971-2000, la température annuelle moyenne est de 10 °C, avec  une amplitude thermique annuelle de 13,7 °C. Le cumul annuel moyen de précipitations est de 824 mm, avec 12,5 jours de précipitations en janvier et 8,4 jours en juillet. Pour la période 1991-2020, la température moyenne annuelle observée sur la station météorologique la plus proche, située sur la commune de Bernay à 5 km à vol d'oiseau, est de 10,9 °C et le cumul annuel moyen de précipitations est de 666,9 mm,. Pour l'avenir, les paramètres climatiques de la commune estimés pour 2050 selon différents scénarios d’émission de gaz à effet de serre sont consultables sur un site dédié publié par Météo-France en novembre 2022.

## Urbanisme

### Typologie
Au 1er janvier 2024, Saint-Martin-du-Tilleul est catégorisée commune rurale à habitat dispersé, selon la nouvelle grille communale de densité à 7 niveaux définie par l'Insee en 2022.
Elle est située hors unité urbaine. Par ailleurs la commune fait partie de l'aire d'attraction de Bernay, dont elle est une commune de la couronne,. Cette aire, qui regroupe 36 communes, est catégorisée dans les aires de moins de 50 000 habitants,.

### Occupation des sols
L'occupation des sols de la commune, telle qu'elle ressort de la base de données européenne d’occupation biophysique des sols Corine Land Cover (CLC), est marquée par l'importance des territoires agricoles (92,7 % en 2018), une proportion identique à celle de 1990 (92,7 %). La répartition détaillée en 2018 est la suivante : 
terres arables (71 %), prairies (13,7 %), zones agricoles hétérogènes (8,1 %), forêts (7,3 %). L'évolution de l’occupation des sols de la commune et de ses infrastructures peut être observée sur les différentes représentations cartographiques du territoire : la carte de Cassini (XVIIIe siècle), la carte d'état-major (1820-1866) et les cartes ou photos aériennes de l'IGN pour la période actuelle (1950 à aujourd'hui).

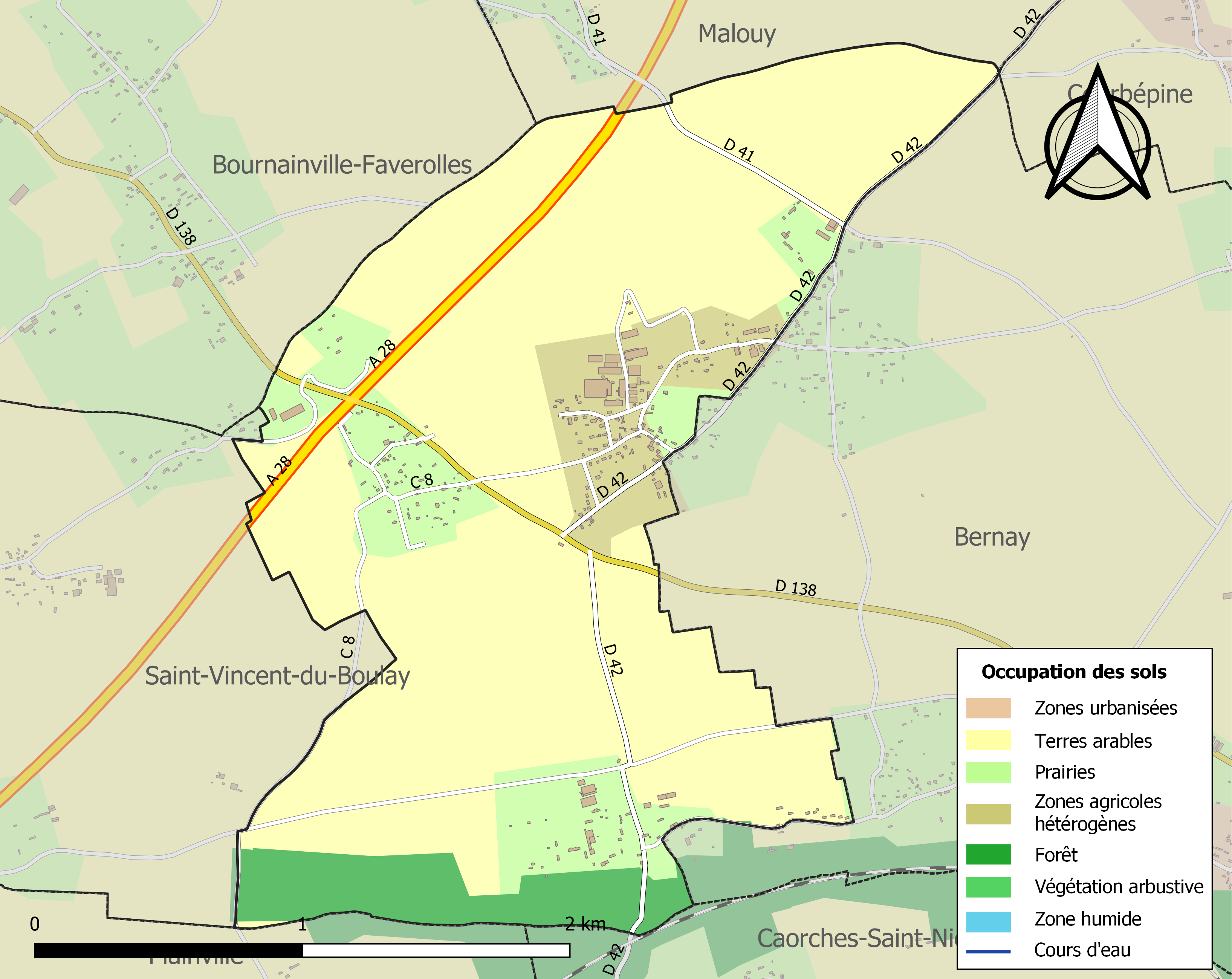
Carte des infrastructures et de l'occupation des sols de la commune en 2018 (CLC).

## Toponymie
Le nom de la localité est attesté sous la forme Santus Martinus Senex vers 1147

Ancienne commune de Saint-Martin-le-Vieil, réunie en 1822 avec celle du Tilleul-Folenfant.
Saint-Martin est un hagiotoponyme qui fait référence à Martin de Tours, évêque de Tours au IVe siècle.
Tilleul-Folenfant est attesté sous les formes Tilliolum vers 1025, Tillol vers 1060 (charte de Guillaume le Conquérant).
Tilleul du latin populaire tiliolus, diminutif de tilia, « tilleul », extrait du nom de l'ancienne commune de Tilleul-Folenfant.

## Histoire
La commune de Saint-Martin du Tilleul résulte de la réunion en 1822 de celles de Saint-Martin-le-Vieux et du Tilleul-Folenfant.

## Politique et administration
| Période                                  | Période  | Identité         | Étiquette | Qualité                     |
| ---------------------------------------- | -------- | ---------------- | --------- | --------------------------- |
| 1965                                     | 1983     | Marcel Héroult   |           |                             |
| avant 1995                               | ?        | Maurice Héroult  |           |                             |
| mars 2001                                | 2014     | Isabelle Couet   |           |                             |
| mars 2014                                | En cours | Jeanine Augustin | DVD       | Retraitée Fonction publique |
| Les données manquantes sont à compléter. |          |                  |           |                             |

## Démographie
L'évolution du nombre d'habitants est connue à travers les recensements de la population effectués dans la commune depuis 1793. Pour les communes de moins de 10 000 habitants, une enquête de recensement portant sur toute la population est réalisée tous les cinq ans, les populations de référence des années intermédiaires étant quant à elles estimées par interpolation ou extrapolation. Pour la commune, le premier recensement exhaustif entrant dans le cadre du nouveau dispositif a été réalisé en 2005.

En 2022, la commune comptait 245 habitants, en évolution de +2,08 % par rapport à 2016 (Eure : −0,25 %, France hors Mayotte : +2,11 %).
| 1793 | 1800 | 1806 | 1821 | 1831 | 1836 | 1841 | 1846 | 1851 |
| ---- | ---- | ---- | ---- | ---- | ---- | ---- | ---- | ---- |
| 148  | 134  | 161  | 182  | 226  | 228  | 244  | 235  | 207  |

| 1856 | 1861 | 1866 | 1872 | 1876 | 1881 | 1886 | 1891 | 1896 |
| ---- | ---- | ---- | ---- | ---- | ---- | ---- | ---- | ---- |
| 212  | 195  | 191  | 193  | 176  | 175  | 149  | 134  | 127  |

| 1901 | 1906 | 1911 | 1921 | 1926 | 1931 | 1936 | 1946 | 1954 |
| ---- | ---- | ---- | ---- | ---- | ---- | ---- | ---- | ---- |
| 132  | 145  | 132  | 146  | 146  | 142  | 138  | 143  | 144  |

| 1962 | 1968 | 1975 | 1982 | 1990 | 1999 | 2005 | 2006 | 2010 |
| ---- | ---- | ---- | ---- | ---- | ---- | ---- | ---- | ---- |
| 161  | 173  | 226  | 177  | 260  | 269  | 245  | 244  | 243  |

| 2015 | 2020 | 2022 | - | - | - | - | - | - |
| ---- | ---- | ---- | - | - | - | - | - | - |
| 243  | 247  | 245  | - | - | - | - | - | - |

## Économie
- La Linière

L'activité économique de Saint-Martin est fortement dépendante de la production du lin. En effet, selon l'Insee, 80 % des revenus fiscaux de la commune proviennent de la linière tenue par la famille Vanfleteren.
- Le magasin

Ouvert depuis 2011, le magasin « Au fil du Lin » propose des produits à base de lin.

## Culture locale et patrimoine

### Lieux et monuments
La commune de Saint-Martin-du-Tilleul compte plusieurs édifices inscrits à l'inventaire général du patrimoine culturel :
- l'église Saint-Martin (XIe, XIIe, XVe et XIXe)[24] ;
- un ensemble de maisons et de fermes des XVIIIe et XIXe siècles[25] ;
- une maison du XVIIIe siècle au lieu-dit le Theil[26].

Sont également inscrits à cet inventaire, trois édifices aujourd'hui détruits :
- l'église Saint-Germain au lieu-dit le Tilleul[27]. Il s'agit de l'ancienne église paroissiale du Tilleul-Follenfant. Elle apparaissait encore sur le cadastre de 1850 ;
- un château-fort au lieu-dit le Tilleul[28] ;
- un château au lieu-dit les Chesnets[29].

Autre lieu :
- le cimetière. À noter la présence de la tombe de la duchesse de BonneMère.

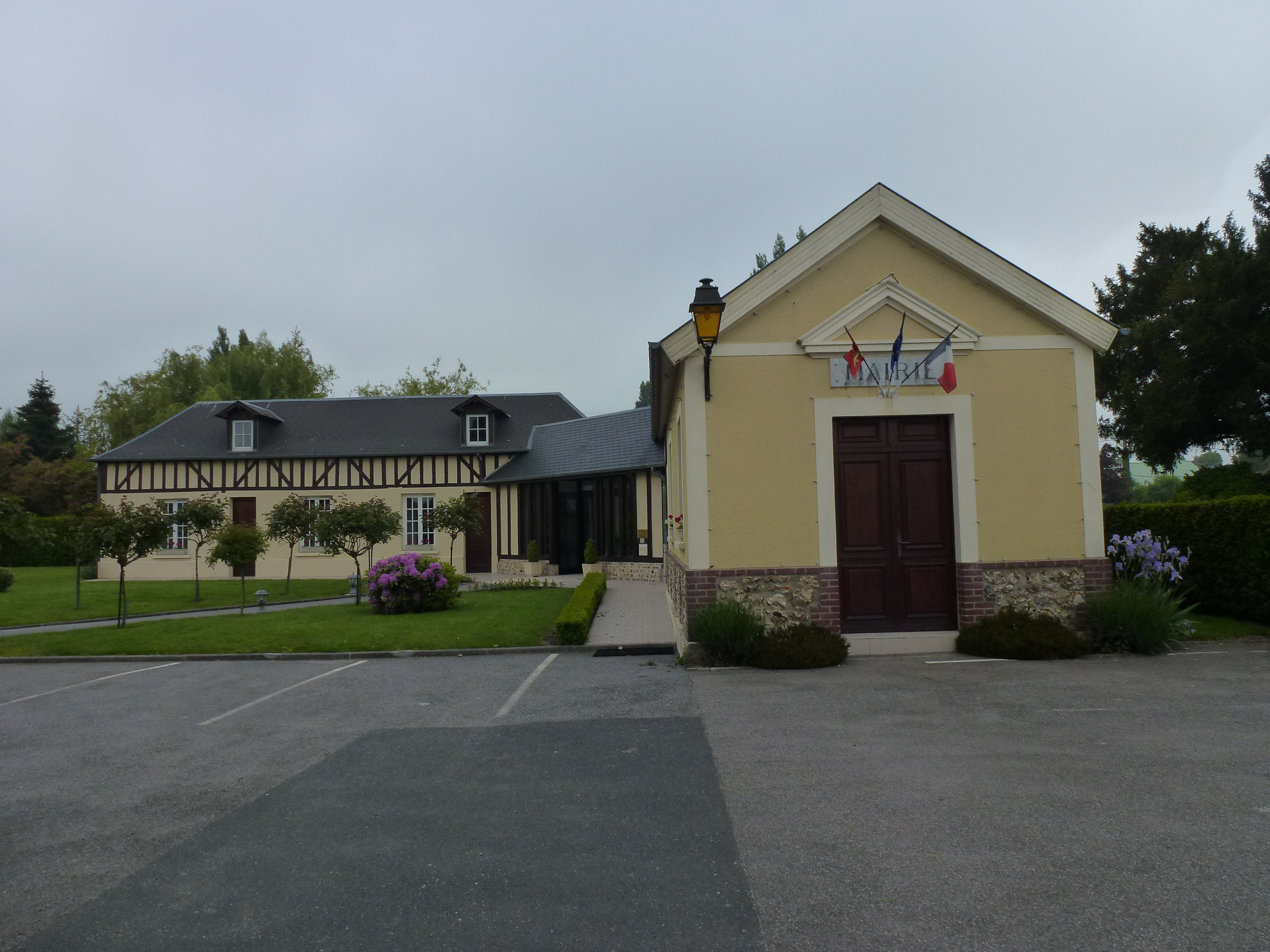
Mairie.
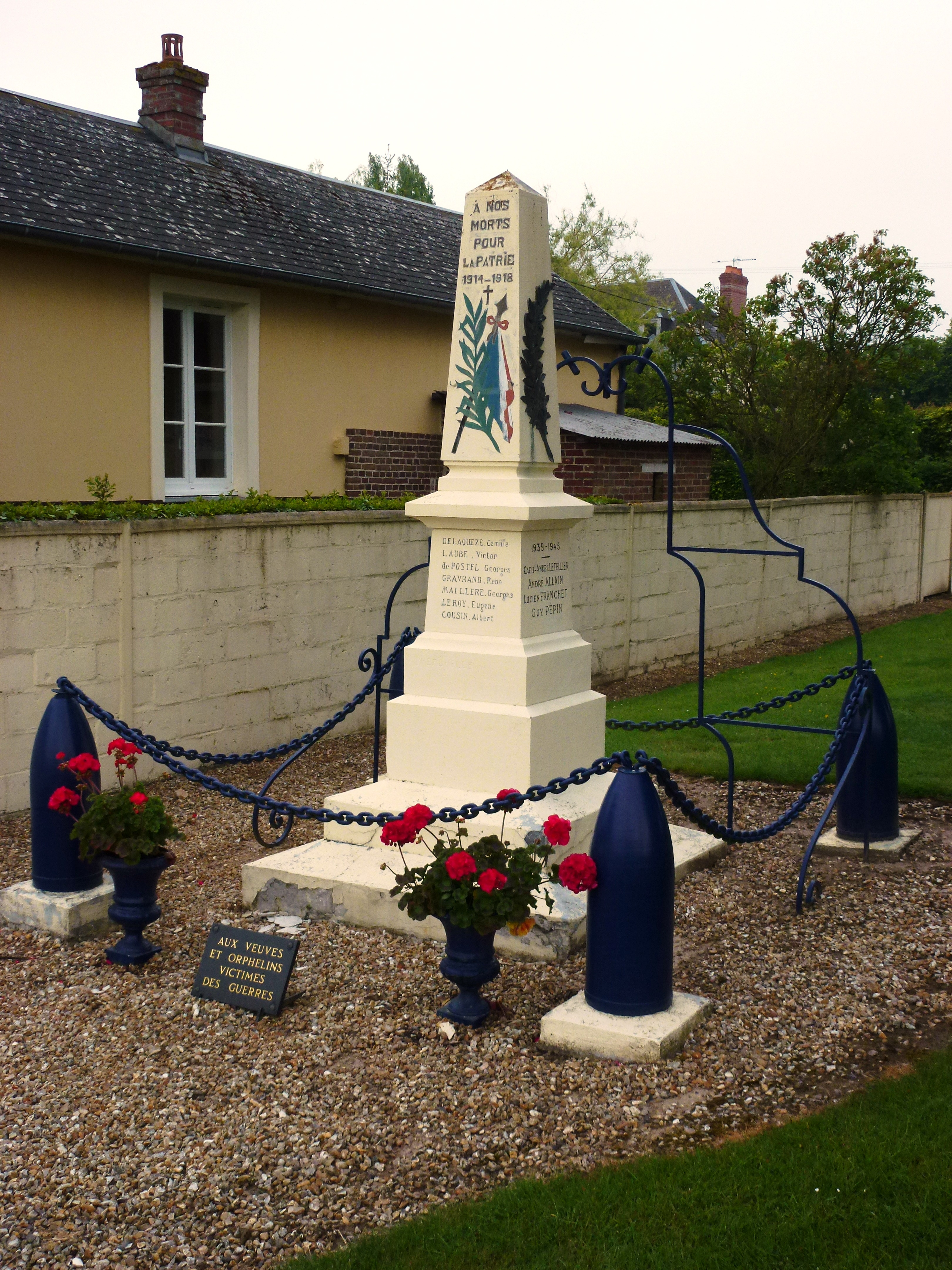
Monument aux morts.
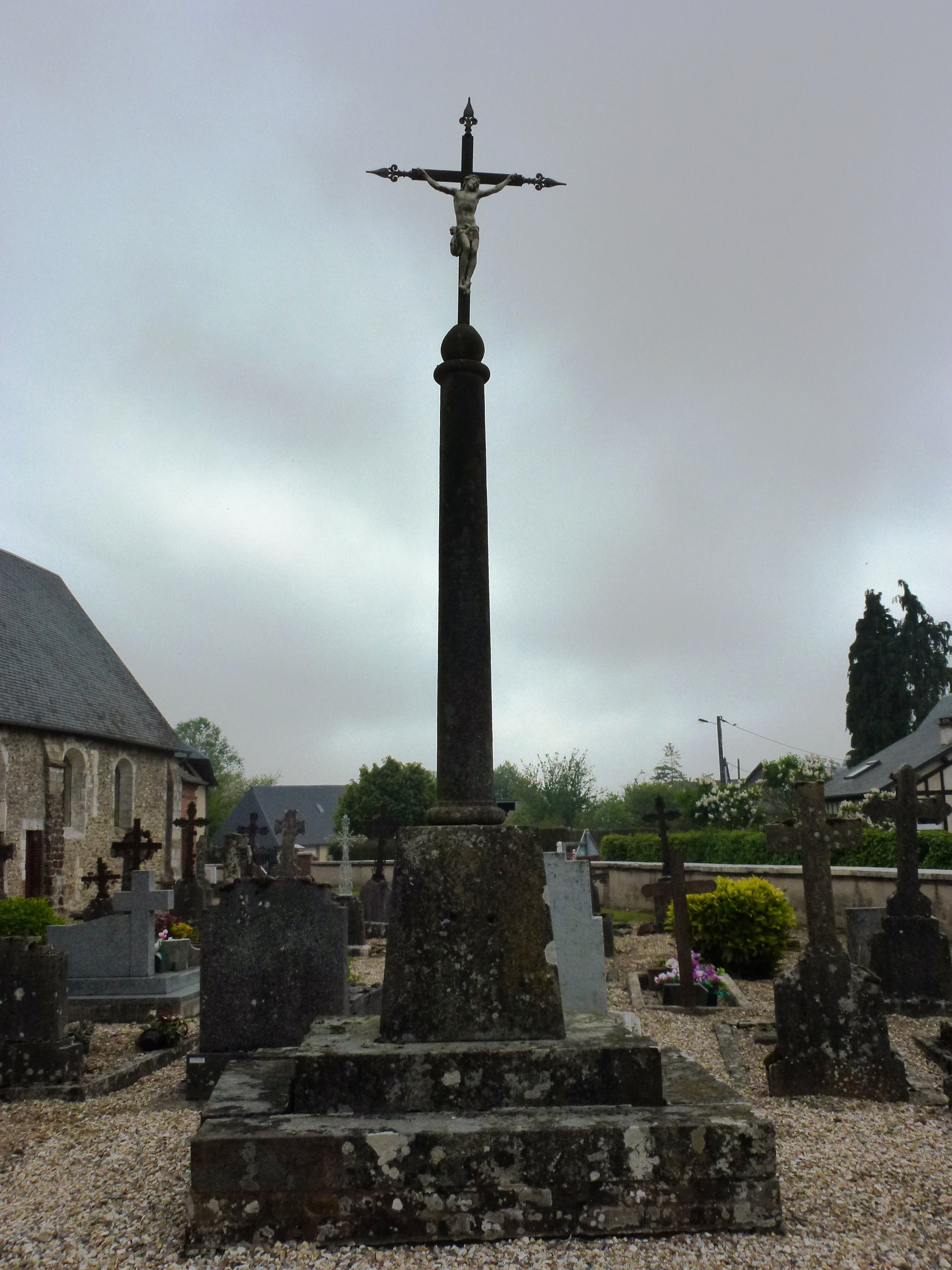
Croix de cimetière.
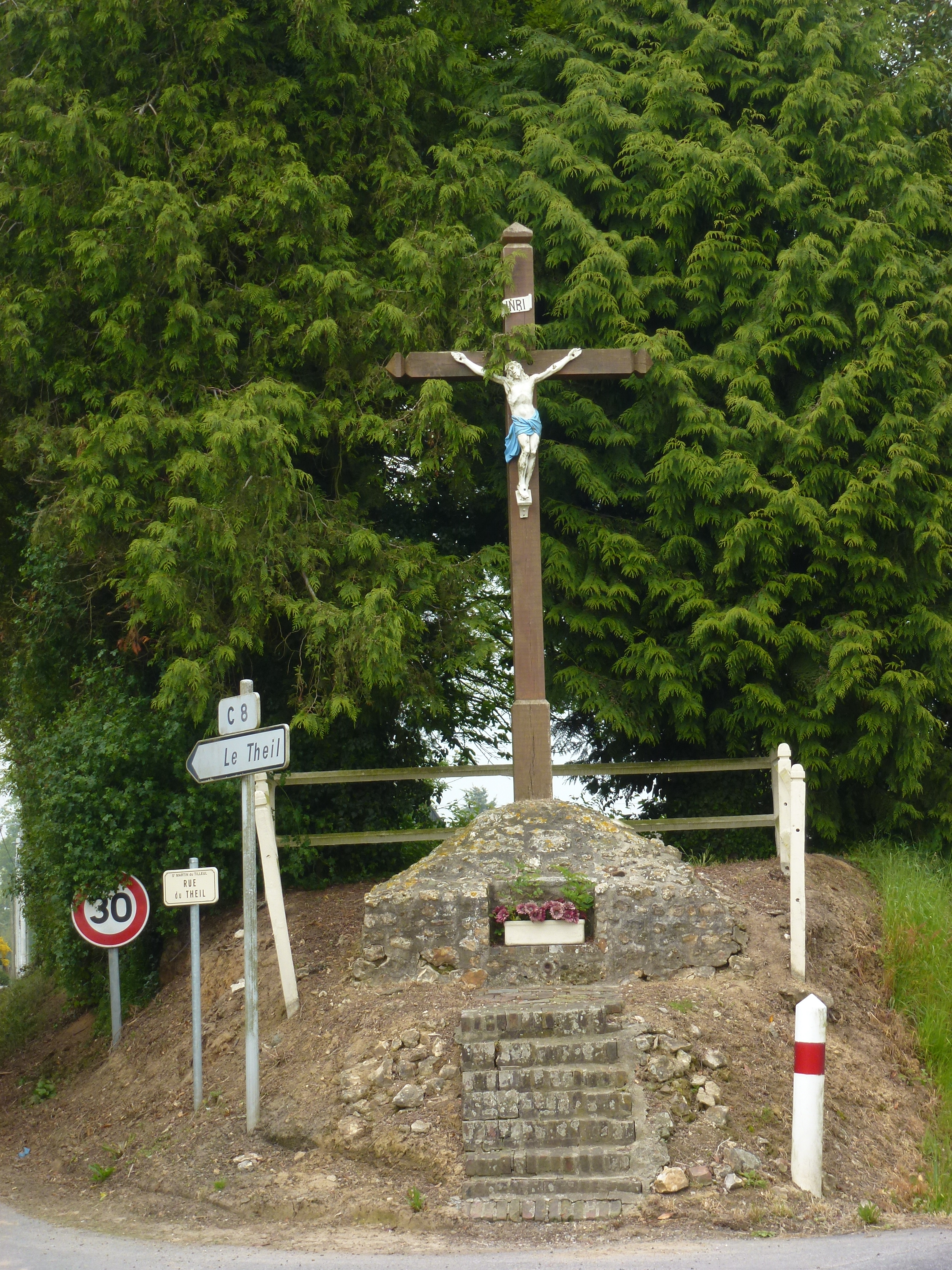
Croix de chemin.

### Patrimoine naturel

#### Site classé
- L'if du cimetière et le portail de l’église avec son pavage,  Site classé (1926)[30].